# Азтреонам
Азтреонам  (Cayston) — природний антибіотик з групи монобактамів для парентерального застосування. Його використовують в основному для лікування інфекцій, спричинених грам-негативними бактеріями, такими як Pseudomonas aeruginosa. Це може включати інфекції кісток, ендометрит, інтраабдомінальні інфекції, пневмонію, інфекції сечових шляхів і сепсис. Його вводять через внутрішньовенну або внутрішньом’язову ін’єкцію або через інгаляцію.
Вироблення препарату передбачає використання продуктів життєдіяльності Chromodacterium violaceum.

## Фармакологічні властивості
Азтреонам — природний антибіотик з групи монобактамів обмеженого спектру дії. Препарат має бактерицидну дію, що обумовлена порушенням синтезу клітинної стінки бактерій. До препарату чутливі грамнегативні мікроорганізми: клебсієли; сальмонелли; шиґели; Citrobacter spp.; Enterobacter spp.; Escherichia coli; Pseudomonas spp.; Haemophilus influenzae; Serratia spp.; Proteus spp.; Morganella morganii; Providencia spp. Нечутливими до препарату є грампозитивні та анаеробні бактерії, Stenotrophomonas maltophilia, Pseudomonas sepacia, рикетсії, хламідії, мікоплазми, мікобактерії.

### Фармакокінетика
Азтреонам швидко всмоктується в організмі як після внутрішньовенного, так і після внутрішньом'язового введення, біодоступність препарату становить 100%. Максимальна концентрація в крові антибіотику досягається протягом 1-1,5 години. Азтреонам створює високі концентрації у більшості тканин та рідин організму. Препарат добре проникає через гематоенцефалічний бар'єр при запаленні мозкових оболон. Азтреонам прникає через плацентарний бар'єр та виділяється в грудне молоко. Метаболізується в печінці в незначній кількості. Препарат виводиться з організму препеважно нирками в незміненому вигляді(60-70%), а також з калом(12%). Період напіввиведення азтреонаму становить 1,5-2 години, при нирковій недостатності цей час може зростати до 6-8 годин.

## Показання до застосування
Азтреонам застосовують при важких інфекціях, викликаних грамнегативними мікроорганізмами: інфекції нижніх дихальних шляхів (позалікарняна та внутрішньолікарняна пневмонія, бронхіти); сепсис та септицемія; інфекції сечовидільних шляхів (в тому числі рецидивуючі пієлонефрити та цистити); інтраабдомінальні та гінекологічні інфекції (перитоніт, ендометрит, параметрит); інфекції шкіри та м'яких тканин; інфекції кісток та суглобів; профілактика інфекцій при хірургічних операціях.

## Побічна дія
Побічні ефекти при застосуванні азтреонаму спостерігаються нечасто (приблизно у 2% випадків застосування препарату). При застосуванні азтреонаму можливі наступні побічні ефекти:
- Алергічні реакції — нечасто (частіше при тривалому застосуванні) свербіж шкіри, висипання на шкірі, кропив'янка, бронхоспазм; рідко синдром Стівенса-Джонсона, набряк Квінке, синдром Лаєлла, анафілактичний шок.
- З боку травної системи — рідко жовтяниця, гепатит, болі в животі, нудота, блювання, діарея, виразковий стоматит; дуже рідко псевдомембранозний коліт.
- З боку нервової системи — рідко головний біль, запаморочення, безсоння, парестезії, судоми, шум у вухах, диплопія.
- З боку серцево-судинної системи — рідко гіпотонія, екстрасистолія, приливи крові, задишка, болі в грудній клітці.
- Зміни в лабораторних аналізах — нечасто підвищення рівня активності амінотрансфераз та лужної фосфатази, еозинофілія, лейкоцитоз, тромбоцитоз, нейтропенія, панцитопенія, анемія, збільшення протромбінового часу, підвищення рівня білірубіну в крові, підвищення рівня сечовини і креатиніну в крові.
- Місцеві реакції — рідко флебіт і тромбофлебіт при внутрішньовенному введенні, болючість при внутрішньом'язовому введенні.[1]

## Протипоказання
Азтреонам протипоказаний при підвищеній чутливості до β-лактамних антибіотиків та дітям віком до 9 місяців. З обережністю застосовують препарат при вагітності, нирковій та печінковій недостатності. Під час лікування азтреонамом рекомендується припинити годування грудьми.

## Форми випуску
Азтреонам випускається у вигляді порошку в флаконах для ін'єкцій по 0,5 та 1,0 г. У 2010 році у США FDA дозволила застосування інгаляційної форми азтреонаму для лікування муковісцидозу, ускладненого вторинною інфекцією Pseudomonas aeruginosa.